# Jiří Adamíra

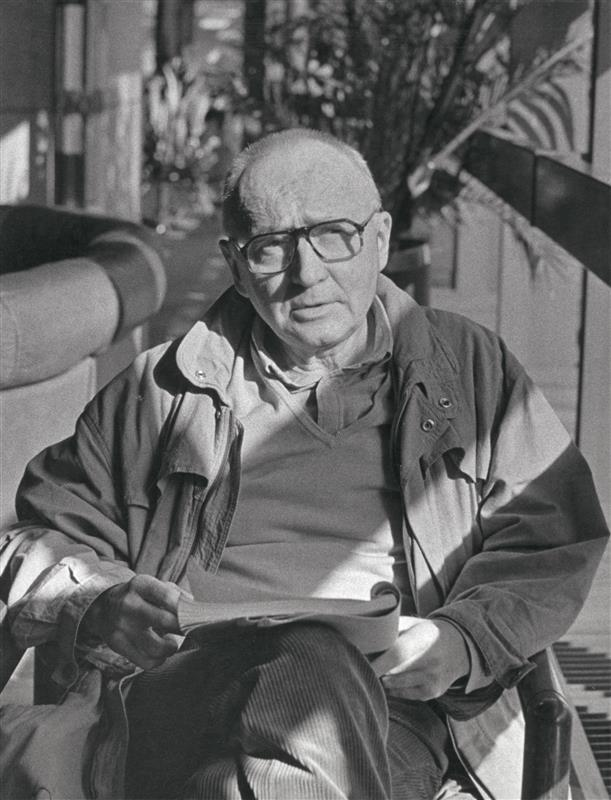
Jiří Adamíra

Jiří Adamíra (* 2. April 1926 in Dobrovice; † 8. August 1993 in Prag) war ein tschechischer Schauspieler. Er war mit der Schauspielerin Hana Maciuchová verheiratet.

## Leben
Adamíra spielte in einigen Filmen, Fernsehinszenierungen und -serien. Den größten Erfolg hatte er jedoch auf den Theaterbühnen. Im Theater begann er bereits 1945. In den 1950er Jahren tauchte er das erste Mal vor der Kamera auf, nahm dann aber Rollen außerhalb von Prag an. Bedeutend war hier vor allem sein Wirken im Staatstheater in Ostrava 1952–1962. Danach spielte er bis 1990 im Realistické divadlo (Realitätstheater) in Prag. Seine größten Rollen waren Charaktere von Intellektuellen und Aristokraten, in denen er sich gegen die Banalität der Noblesse mit Satire wehrt. So spielte er Richard III. von Shakespeare oder Pelopa im Schauspiel Brautwerbung des Pelop (Námluvy Pelopovy) von Jaroslav Vrchlický.
1964 spielte Adamíra die Rolle Zdeněk Brynych im Film Der fünfte Reiter ist die Angst (… a pátý jezdec je strach), dem die Erzählung der Hana Bělohradská zu Grunde liegt. Es handelt sich dabei um das dramatische Schicksal eines jüdischen Arztes in der Zeit des Protektorats, die er als einen Albtraum durchlebt. Er spielte auch in Fernsehserien mit, darunter Es war einmal ein Haus (Byl jednou jeden dům), Die Kriminalfälle des Majors Zeman (30 případů majora Zemana), Panoptikum der Stadt Prag (Panoptikum města pražského).
Seine künstlerische Laufbahn endete im Nationaltheater Prag. Adamíra starb am 8. August 1993 in Prag.

## Filmografie
- 1951 Siegreiche Schwingen (Vítezná kridla)
- 1952 Morgen tanzt die ganze Welt (Zítra se bude tancit vsude)
- 1964: Der fünfte Reiter ist die Angst (…a pátý jezdec je Strach)
- 1967: Juwelenräuber werden gejagt (Hra bez pravidel)
- 1967: Das Haus der verlorenen Seelen (Dum ztracenych dusi)
- 1969: Ein Star (Hvezda)
- 1969: Ein lächerlicher, alter Herr (Smesny pan)
- 1971: Der junge Herr Vek (F.L. Vek) (Fernsehserie)
- 1971: Einer von Ihnen ist der Mörder (Jeden z nich je vrah)
- 1971: Gewagtes Spiel (Svedectví mrtvých ocí)
- 1972: Verdacht (Podezření)
- 1974: Hausherren und Mieter (Byl jednou jeden dum) (Fernsehserie)
- 1975: Ein fideles Haus (Chalupári) (Fernsehserie)
- 1976–1980: Die Kriminalfälle des Majors Zeman (30 prípadu majora Zemana) (Fernsehserie)
- 1978: Eine Geschichte von Liebe und Ehre (Príbeh lásky a cti)
- 1978: Das Krankenhaus am Rande der Stadt (Nemocnice na kraji mesta) (Fernsehserie)
- 1979: Drei Musketiere mit Diplom (Inzenýrská odysea) (Fernsehserie)
- 1979: Verfolgt und verdächtigt (Stíhán a podezrelý)
- 1979: Schicksal einer Sängerin (Božská Ema)
- 1981: Eine Braut zum Küssen (Nevesta k zulíbání)
- 1982: Ein schönes Wochenende (Zelená vlna)
- 1983: Der letzte Zug (Poslední vlak)
- 1984: Der Wunschkindautomat (Bambinot) (Fernsehserie)
- 1985: Blüten, Blumen, Kränze (Szirmok, virágok, koszorúk)
- 1985: Halbzeit des Glücks (Polocas stestí)
- 1986: Meine ersten 200 Jahre (Elsö kétszáz évem)
- 1986: Das stumme Geständnis (Veronika)
- 1989: Ende der alten Zeiten (Konec starych casu)
- 1992: Die Ringe des Saturn